# 중일본
중일본(일본어: 中日本 나카니혼[*], 영어: central Japan)은 일본을 크게 나눌 때 일본의 중앙부를 가리키는 용어이다.
주로 태평양을 접한 지역에서는 미에현에서 시즈오카현 사이를 말하며, 미에현의 우에노 분지와 시즈오카현의 누마즈시 동쪽은 제외하는 경우가 많다. 내륙에서는 기후현과 나가노현을 포함하고, 야마나시현을 제외한다. 동해 측에서는 기노메 고개에서 요네야마 고개 사이로 지칭한다. 즉 후쿠이현의 에치젠 지방에서 니가타현의 조에쓰 지방까지이다.
일본을 동일본과 서일본으로 양분할 때에는 이토이가와-시즈오카 구조선을 기준으로 하는 경우가 많지만, 의도적으로 주부 지방(특히 태평양을 접한 지역과 내륙 지역)을 동일본이나 서일본, 혹은 미나미칸토 지방이나 기나이와 구분할 필요를 가질 때 중일본이란 표현을 이용하는 경우가 많지만, 법령 등에서 거론한 것은 아니다. 동일본이나 북일본과 같은 방위를 이용해 일본을 표현하는 다른 표현과 비교하면 쓰이는 일이 적다.
여기는 동북일본호, 서남일본호, 7도 메리애나호가 회합하기 때문에 지형의 배열도 복잡하고, 산지도 가장 높아 일본 알프스가 북동·서남 방향으로 배열됐다.

## 명칭에 중일본을 사용하는 기업
산엔난신 지방이나 도카이 지방을 거점으로 하는 기업이 많다.
- 중일본고속도로주식회사(NEXCO 중일본) (영업범위가 주부 지방 외에도 간토 지방과 시가현의 일부를 포함함.)
- 나카니혼항공주식회사